# 산토 토마스 대학교
산토 토마스 대학교(Pontifical and Royal University of Santo Tomas 또는 The Catholic University of the Philippines 또는 간단히 University of Santo Tomas, 약칭 UST)는 필리핀 마닐라에 있는 로마 가톨릭교회 연구 대학인 사립대학이다.
1611년 4월 28일 마닐라 대주교였던 미겔 데 베나비데스에 의해 세워졌고, 필리핀과 아시아에서 가장 오래된 인가대학이이며, 캠퍼스의 학적부를 중심으로 하면, 세계 최대의 졸업생을 배출한 대학 중의 하나이기도 하다. 도미니코 수도회에 의해 운영되며, UST는 또한 마닐라에서 가장 규모가 큰 대학이기도 하다.

## 졸업생

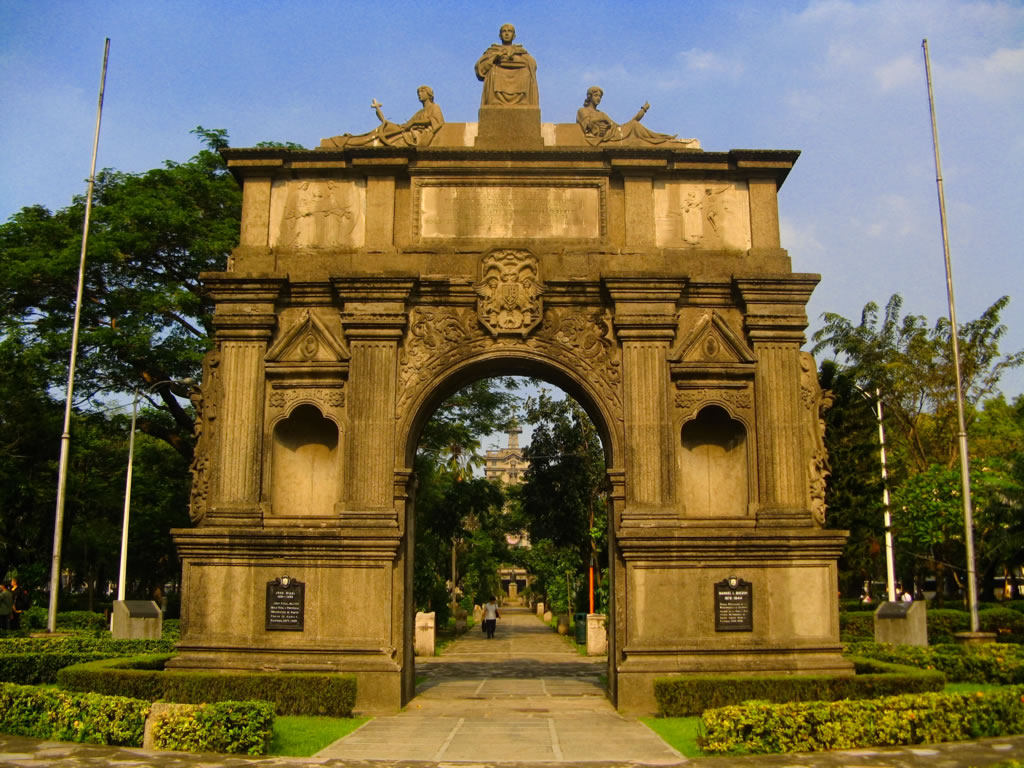
초기 졸업생들 중, 필리핀의 영웅 호세 리잘과 마누엘 케손 대통령을 기념하는 세기의 아치

학생이건, 교수진이건, 또는 행정직이건 이 대학과 관련된 사람들을 일컬어 ‘토마시안즈’라고 한다. 민족의 영웅이며, 국부인 호세 리잘도 이곳 대학에서 의학을 공부했고, 이후 마드리드의 마드리드 대학교에서 그의 배움을 이어갔다. 이 대학은 네 명의 대통령을 배출했다. 마누엘 케손, 세르히오 오스메냐, 호세 P. 라우렐, 그리고 디오스다도 마카파갈 대통령이 주인공이다. 또한 세 명의 부통령과 여섯 명의 대법원장을 배출했다.